# ドラマ30
『ドラマ30』（ドラマサーティー）、または『ひるドラ』は、毎日放送及び中部日本放送（現：CBCテレビ）の交互制作（ただし、4月・5月期は、奇数年度がCBC、偶数年度がMBSの制作）により、TBS系列で、1992年4月6日から2009年3月27日までの17年間、平日の13:30 - 14:00（JST）に放送されていた昼の帯ドラマシリーズのタイトルである。本記事では、後継枠の『ひるドラ』についても述べる。
1992年4月6日から2008年8月29日まで放送された。作品によってはハイビジョン放送や字幕放送も行った。100作目の「ナツコイ」の最終回（2008年8月29日放送）をもって『ドラマ30』としての放送は16年5か月で終了し『ひるドラ』にリニューアルした。

## 概要
この枠は、腸捻転解消以来17年続いた毎日放送（MBS）制作の『妻そして女シリーズ』（正式枠名あり、13:30〜13:45）と、腸捻転時代から21年続いた中部日本放送（CBC）制作の『連続ドラマ』（番組の開始時と終了時のクレジットに『連続テレビドラマ』と記していた時期もあり、13:45〜14:00） の2つの帯ドラマの枠が、ワンセットとなる平日15分帯ドラマ枠が時代に沿わなくなり、更には「午後は○○おもいッきりテレビ」等の裏番組の猛追で視聴率で苦戦を強いられていたことから、改革が求められていた。そこで、1992年4月よりこの2つの帯ドラマを1本に統合することになり、毎日放送と中部日本放送が概ね2カ月ごとに交互に制作を担当し、毎日放送制作では1992年4月6日開始の『いのちの現場から』、中部日本放送制作では1992年6月1日開始の『許されぬ唄』 からこの枠での放送がスタートした。
制作・放送時期は、原則として偶数年度では4月・5月期、8月・9月期、12月・1月期をMBSが、6月・7月期、10月・11月期、2月・3月期をCBCが担当。奇数年度では偶数年とは逆に、4月・5月期、8月・9月期、12月・1月期をCBCが、6月・7月期、10月・11月期、2月・3月期をMBSが担当したが、2007年1月29日から4月13日までの間、CBC制作で放送された『キッパリ!』と4月16日から6月29日までのMBS制作で放送された『暖流』は各2か月半で放送された。それ以降はCBC（2007年7・8月、『こどもの事情』）→MBS（9月・10月、『お・ばんざい!』）→CBC（11月・12月、『熱血ニセ家族』）→MBS（2008年1月・2月、『京都へおこしやす!』）→CBC（3月〜6月、『みこん六姉妹2』と『ママの神様』）→MBS（7月・8月、『ナツコイ』）の順番で担当した。後継枠のひるドラでは、2008年は9月・10月期をCBCが、11月・12月期をMBSが担当、2009年は1月・2月期をCBCが、3月期をMBSが担当した。
なお、MBSについては春季開催の選抜高等学校野球大会の準決勝・決勝開催予定日はその中継を優先して放送するため、自社制作分に関しては臨時枠移動（自社以外のTBS系列局では本来の放送日時に裏送り先行ネット）とし、中部日本放送制作分に関しては毎日放送に限り後刻に臨時遅れネットとした。この場合の臨時枠移動先の時間帯もしくは臨時遅れネット時間帯は本来の放送日時の翌日（本来の放送日が金曜の場合は翌週月曜）の10:25 - 10:55。だが、2006年・2007年・2008 年度は本来の放送日の16:30 - 17:00に臨時枠移動もしくは臨時遅れネットとした（字幕放送あり）。通常はJNNネットワーク基本協定にの解釈・運用によりあまり行われない臨時の遅れネットが、話数調整上の特例の措置として行われていた（連続ドラマ・アニメの場合、ストーリーも連続した作品では、他局でもプロ野球中継による臨時枠移動が行われた例があるが、ストーリーが一話完結の作品では、本放送時点では返上として再放送で初放送となる例もあった。なお自社制作分の場合、「自社に限り臨時枠移動・自社以外のTBS系列局では先行ネット」となるため、さきの協定の問題はない）。
このほか、この時間帯に、全国ネットで、JNN排他協定に基づく『JNN報道特別番組』や、プロ野球における日本シリーズ（1993年までは全試合デーゲーム）・近代オリンピックなどのスポーツ中継放送のために放送ができなかった場合に全国ネットでの臨時枠移動を行ったこともあった。だが、臨時枠移動先の日時は時期によって異なっていたが、2008年の場合は翌日の10:25 - 10:55での放送であった。
基本的にはこの枠の先行枠だった『愛の劇場』と同じくホームドラマ系統の作品が多いが、制作に当たっては両局のカラーが出ているのが特徴である。
ドラマのシーンでは、筆頭スポンサーであるP&Gの製品が置かれている場面が数多く見受けられる。P&Gは地域によって商品展開が異なるケースが多いため、制作局（MBSかCBC）以外の地域では商品を差替えている。

### MBS制作作品の特徴
MBS制作の作品は、「いのちの現場から」シリーズのように医療・福祉・法律（離婚や遺産相続）、援助交際や薬物乱用といった社会問題を取り上げた比較的硬派なヒューマンドラマや、「ピュア・ラブ」シリーズ、「メモリー・オブ・ラブ」、「ナツコイ」のような純愛ドラマが多く、2006年の「銭湯の娘!?」以降はホームコメディーも増加していた。またごくまれに「虹のかなた」のように東海テレビ制作の昼ドラマのようなドロドロ愛憎ものが放送されることがあり、特に、2005年10月〜11月の場合、10月3日から当枠で「デザイナー」が放送を開始した後、2週間後の17日からは愛の劇場でも「貞操問答」が放映され、結果的に10月第3週以後11月一杯まではTBS系の昼の帯ドラマ2本は愛憎（ドロドロ）劇が連続して放送されることとなった。
また夏休み期間中の毎日放送制作の作品については、家族で楽しめるような作品（「ふしぎな話」「ドレミソラ」「ショコラ」「がきんちょ〜リターン・キッズ〜」など）が放送された。
2年～3年に1回のペースで、脚本家・宮内婦貴子原作のドラマが放送されていた（「命燃えて」、「命賭けて」、「ディア・ゴースト」、「ピュア・ラブシリーズ」など）。そのテーマは、ホームドラマから純愛、更に社会問題など、幅広い。
俳優・女優陣は、CBC制作分が若手俳優や若手女優を起用することに対し、毎日放送制作分は脇役陣もベテランを起用する傾向が見られた。夏休み期になると、ゴールデンタイム並の豪華キャストになることも多かった。
主題歌は、CBC制作のドラマが自社制作移行後に無名の若手歌手・グループを起用することが多かったのに対し、MBS制作分は2000年代において知名度のある歌手を起用することが多かった。かつては演歌歌手やフォーク歌手、ガールポップ系の歌手を多く起用していたが、2000年代中盤以降はエイベックスに所属しているアーティストが中心で、「がきんちょ〜リターン・キッズ〜」ではジャニーズ事務所のタッキー&翼を起用した。
一部の東京制作を除いて一貫して大阪府吹田市の千里丘放送センターで制作していたが、2001年10月の「ひとりじゃないの」以降の作品からは、大阪市此花区のユニバーサル・スタジオ・ジャパン内にある「MBSスタジオ in USJ」で制作していた。MBS制作の作品は、1992年12月の「命の旅路」から、外部のテレビ制作会社（松竹芸能、テレパック、ホリプロ、ケイファクトリーなど。）による制作のもと、東京での制作も行うようになった。東京制作の作品は緑山スタジオ・シティ、TMC砧スタジオ（いずれもキー局のTBSが出資しているスタジオ）など東京都内及び東京近郊のテレビスタジオで制作された。東京のスタジオでこれまでに制作した作品は「もう大人なんだから!」（緑山スタジオ収録）（1996年4月・5月）、「桜咲くまで」（TMC収録）（2004年2月・3月）「虹のかなた」（TMC収録）（2004年8月・9月）、「ヤ・ク・ソ・ク」（緑山スタジオ収録）（2005年6月・7月）、「銭湯の娘!?」（緑山スタジオ収録）（2006年2月・3月）、「がきんちょ〜リターン・キッズ〜」（TMC収録）（2006年8月・9月）、「お・ばんざい!」（緑山スタジオ収録）（2007年9月・10月）、「ナツコイ」（TMC収録）（2008年7月・8月）などがあった。

### CBC制作作品の特徴
CBC制作の作品は、一時期MBS制作と同様にヒューマンドラマや医療ドラマ（実際の医療過誤裁判を扱った『娘からの宿題』など）を放送した時期もあったが、基本的に時期を問わずコメディタッチな家族劇が中心である（例:「のんちゃんのり弁」「キッズ・ウォー」「キッパリ!」など）。東京制作時代には、『みちのく温泉逃避行』『詐欺 狙われた実印』といったサスペンスドラマ、『風たちの遺言』のようなメロドラマを放送していた事もあった。
制作はスタート1年目までは名古屋の本社で行っていたが、人材や予算の都合から1993年4月の「危険な再会」から東京支社に移り、外注での制作となった。1998年に同局の新社屋が落成したことにより、スタジオの余剰ができたことから1999年の「直子センセの診察日記」からは再び名古屋での制作に切り替えた。東京支社制作時代はMBSの東京支社制作分や、東海テレビ制作の昼ドラのように、企画と宣伝、番組配信のみCBCが担当し、ドラマ自体の制作及び著作権は外部のテレビ制作会社（共同テレビ、総合ビジョン、C.A.L、ザ・ワークス、東阪企画など。）が行ったが、名古屋本社に移ってからは主に自社製作だった。本社に制作主導が移った後、CBC制作分のヒットドラマとなったキッズ・ウォーシリーズなどでは名古屋市内や愛知県内、浜松市などがロケになっている事もあった。
また、名古屋での自社制作に切り替えて以降は、デビュー間もない若手歌手・グループの楽曲を主題歌に起用することが多かった。ZONEはこの枠で話題となり、『NHK紅白歌合戦』にも出場するなど、若手歌手にとっても登竜門的色合いがあった。

### その他
2007年度以前の偶数年8月・9月期を担当するMBS制作の作品は、8月の夏休みの時期に子供や家族にターゲット意識した、スペシャルドラマが放送されたこともあった。

通常、放送期間2ヶ月に1作品制作するところを、2作品制作（放送期間1か月×2作品＝計2か月）するスタイルをとり、1998年度は8月に『幽霊ママ』を、同年9月は『表層家族』を制作した。

このノウハウで、2年後の2000年8月期は『ふしぎな話』（北海道放送はMBSと共同制作、琉球放送は制作協力）を制作。この時は、「ドラマ30　夏休みスペシャル」と銘打ち、特別企画を色濃くさせる作品とした。ちなみに、この時主題歌になったWhiteberryの「夏祭り」は話題を呼んで大ヒット、Whiteberryはその年の『NHK紅白歌合戦』に出場した。同年9月は『ディア・ゴースト』を制作。

## 『ひるドラ』に改題、そしてシリーズの終焉
2008年9月1日開始の「キッパリ!!」からは『ひるドラ』と枠名を改めたが、こちらの枠は全4作品の放送にとどまった。TBSの春の大型改編 で、前座番組である『愛の劇場』と共に、2009年3月27日に終了し、1992年4月から『ドラマ30』として開始した昼ドラマ枠は17年の歴史に幕を降ろした。
『ひるドラ』終了に伴い、既にゴールデンタイムの連続ドラマから撤退していたCBCおよびMBSは昼の連続ドラマからも撤退。終了後、CBCは『おとなの教室』で月曜 - 木曜の全国ネットの帯番組の制作を継続し、MBSは2009年4月より深夜ドラマ枠（金曜ナイト劇場）を1枠増やした。

## 放送作品一覧
※はDVD化された番組作品

### 毎日放送制作

#### 1990年代
- いのちの現場から（1992.4〜5） 主演：中村玉緒（この枠の第1弾の作品）
- ある日、突然…（1992.8〜10） 主演：あき竹城
- 命の旅路（1992.11〜1993.1） 東京制作。主演：萩尾みどり
- いのちを訪ねて（1993.5〜7） 主演：藤田弓子
- 命ささえて（1993.10〜11） 主演：小川知子、寺泉憲
- いのちの現場からII（1994.1〜3）
- 婚姻関係（1994.3〜5） 主演：東てる美、布施明
- 野々山家の人々（1994.8〜9） 主演：岡本麗、赤塚真人、菅井きん
- 命いずこへ（1994.11〜1995.1） 主演：沢田亜矢子、中上雅巳、高岡健二
- 野々山家の人々RETURN（1995.5〜7）
- いのちの現場からIII（1995.10〜11）
- 愛の産科（1996.1〜3） 主演：大島さと子、国広富之
- もう大人なんだから!（1996.4〜5） 東京制作。主演：河合美智子、美木良介
- 命つないで（1996.7〜9） 主演:あき竹城、藤谷美紀
- いのちの現場から4（1996.12〜1997.2）
- あしたは晴れる（1997.6〜8） 主演：熊谷真実、梨本謙次郎
- 命燃えて（1997.10〜11） 主演：市毛良枝、篠田三郎
- 車いすの金メダル（1998.2〜3） 主演：藤谷美紀、大和田獏
- いのちの現場から5（1998.3〜5）
- 幽霊ママ（1998.8） 主演：大島さと子、梨本謙次郎
- 表層家族（1998.9） 主演：藤吉久美子、石丸謙二郎
- 命賭けて（1998.11〜1999.1） 主演：篠田三郎、楊原京子
- ああ嫁姑（1999.5〜7）
  - 目標は一週間 主演：熊谷真実
  - バーバが行く! 主演：赤木春恵
  - 嫁姑も他生の縁 主演：藤田弓子
  - 姑の妊娠 主演：朝丘雪路
  - 姑ふたり嫁ふたり 主演：菅井きん
  - 鬼はどっちだ!? 主演：丹阿弥谷津子
  - おかしな二人 主演：左時枝
  - ヨメの反乱 主演：石野真子
  - 嫁姑"超"名探偵 主演：小川範子
- いのちの現場から6（1999.9〜11）

#### 2000年代
- いばらの償い（2000.1〜3） 東京制作。主演：市毛良枝、升毅
- 離婚計画〜いつか愛したあなたへ〜（2000.3〜5） 主演：宮崎美子
- ふしぎな話（2000.7〜8）東京制作。
  - カントリーロード 主演：伊藤雄樹
  - 三つの願い 主演：小島可奈子
  - ゴーストティーチャー 主演：岡田義徳
  - 南の島の伝説（いいつたえ） 主演：夏八木勲
- ディア・ゴースト（2000.8〜9） 主演：菊池麻衣子、林泰文、猪野学
- 君のままで（2000.12〜2001.2） 主演：床嶋佳子、うじきつよし
- いのちの現場から7（2001.5〜7）
- ひとりじゃないの（2001.10〜11） 主演：小川範子、遠藤憲一
- ピュア・ラブ（2002.1〜3） 主演：小田茜、猪野学、篠田三郎
- おかみさんドスコイ!!（2002.4〜5） 主演：いしのようこ、松村雄基
- ドレミソラ（2002.7〜9） 主演：黒谷友香、合田雅吏
- ピュア・ラブII ※（2002.11〜2003.1）主演：小田茜、猪野学、篠田三郎
- ショコラ（2003.5〜7） 主演：大塚ちひろ、夏八木勲、高橋和也
- ピュア・ラブIII（2003.9〜11）主演：小田茜、猪野学、篠田三郎
- 桜咲くまで（2004.1〜3） 東京制作。主演：市毛良枝、国広富之、渡辺裕之
- 新・いのちの現場から（2004.3〜5）
- 虹のかなた※（2004.8〜10） 東京制作。主演：榎本加奈子、あき竹城、斉藤慶子
- メモリー・オブ・ラブ（2004.12〜2005.2） 主演：国分佐智子、村上幸平
- ヤ・ク・ソ・ク※（2005.5〜7） 東京制作。主演：南野陽子、升毅
- デザイナー※（2005.10〜11） 主演：松本莉緒、国生さゆり
- 銭湯の娘!? ※（2006.1〜3） 東京制作。主演：矢口真里、伊武雅刀
- 新・いのちの現場から2（2006.4〜5）
- がきんちょ〜リターン・キッズ〜※（2006.7〜9） 東京制作。主演：辺見えみり、美山加恋
- 家族善哉（2006.11〜2007.1） 主演：竹内都子、嶋大輔
- 暖流※（2007.4〜6） 主演：さとうやすえ、山田純大
- お・ばんざい!（2007.9〜10） 東京制作。主演：斉藤由貴、田口浩正、大友康平
- 京都へおこしやす!（2008.1〜2） 主演:中村玉緒
- ナツコイ （2008.6〜8）東京制作。主演：ちはる（『ドラマ30』枠の最終作品）
- パンダが町にやってくる（2008.11〜12）主演：村上知子（森三中）、野久保直樹
- おちゃべり（2009.3）主演：星野真里（『ひるドラ』枠の最終作品）

### 中部日本放送制作

#### 1990年代
- 許されぬ唄（1992.6〜7） 主演：奈美悦子
- 迷惑な家族（1992.10〜11） 主演：浅利香津代、岡野進一郎
- とびっきり、青春（1993.2〜3） 主演：淡島千景、高品格
- 危険な再会（1993.4〜5） 東京制作。主演：中原理恵、田村亮
- 娘からの宿題（1993.8〜10） 東京制作。医療過誤問題がテーマ。主演：山本陽子、小坂一也 制作：総合ビジョン[7]
- 愛のたくらみ（1993.12〜1994.1） 東京制作。主演：范文雀、金田明夫 制作：テレビマンユニオン
- 泣かないでママ（1994.5〜7） 東京制作。非配偶者間人工授精がテーマ。主演：友里千賀子、磯部勉、朝加真由美[8] 制作：東阪企画[8]
- みちのく温泉逃避行（1994.10〜12） 東京制作。いわゆる「逃亡者」もの。東北ロケを敢行。主演：大谷直子、黒沢年男[9][10] 制作：テレパック[9][10]
- 詐欺・狙われた実印（1995.1〜3） 東京制作。連帯保証人、交通事故処理、経済ヤクザがテーマ。主演：浅茅陽子、鳥越マリ、星野真里、趙方豪 制作：総合ビジョン[11]
- 風たちの遺言（1995.4〜5） 東京制作。太平洋戦争勃発前後の東京・浅草を舞台にしたメロドラマ。[12] 主演：石黒賢、中山忍、伊藤麻衣子[13] 制作：共同テレビ[13]
- にっぽん国恋愛事件（1995.7〜9） 東京制作。主演：秋本奈緒美、山口果林 制作：PDS[14]
- トツゼン親娘（1995.11〜1996.1）東京制作。主演：宮崎淑子、田中隆三、蓮池貴人 制作：東阪企画[15]
- ふ〜ふ生活（1996.6〜7） 東京制作。主演：いしのようこ、田口浩正[16][17] 制作：テレパック[16][17]
- 愛がほしい（1996.9〜11） 東京制作。主演：山本陽子、中山仁
- のんちゃんのり弁（1997.2〜3） 東京制作。主演：渡辺典子、石橋保 制作：ザ・ワークス
- 失業白書（1997.3〜5） 東京制作。主演：范文雀、ベンガル
- だいじょーぶママ（1997.8〜9） 東京制作。主演：宮崎淑子、加藤愛
- これで家族（1997.12〜1998.1） 東京制作。主演：浜田万葉、秋野太作[18][19] 制作：テレパック[注 8][18][19]
- のんちゃんのり弁2（1998.6〜7） 東京制作。
- 家族曲線（1998.10〜11） 東京制作。主演：丘みつ子、黒沢年男 制作：総合ビジョン[20]
- しおり伝説〜スター誕生〜 (1999.2〜3)　東京制作。主演：前田亜季、相本久美子 制作：C.A.L[21]
- 直子センセの診察日記（1999.3〜5） 名古屋制作再開後初の作品。佐久島が舞台。主演：大寶智子、西川忠志
- キッズ・ウォー 〜ざけんなよ〜（1999.8〜9） この作品以降名古屋制作。主演：生稲晃子、川野太郎
- アゲイン〜ラヴ・ソングをもう一度〜（1999.11〜2000.1） 主演：川上麻衣子、青田典子

#### 2000年代
- キッズ・ウォー2〜ざけんなよ〜（2000.5〜7）
- 蔵の宿（2000.10〜11） 主演：田中美奈子、池田政典
- 幼稚園ゲーム〜お受験します!〜（2001.2〜3）主演：奥貫薫、中村繁之
- コンビにまりあ（2001.4〜5）主演：北川弘美、宮川一朗太
- キッズ・ウォー3〜ざけんなよ〜※（2001.7〜9）
- バトルファミリー（2001.11〜2002.1）
- 幼稚園ゲーム2〜社宅篇〜（2002.5〜7）主演：中村由真
- キッズ・ウォー4〜ざけんなよ〜（2002.9〜11）
- ワンハート〜この空の下で〜（2003.1〜3）
- 愛の110番（2003.3〜5）
- キッズ・ウォー5〜ざけんなよ〜※（2003.7〜9）
- 幼稚園ゲーム3（2003.11〜2004.1）
- 冗談でしょッ!離婚予定日（2004.5〜7） 主演：浅香唯
- ことぶきウォーズ（2004.10〜12）
- スウとのんのん（2005.2〜4）
- 湯けむりウォーズ〜女将になります〜（2005.4〜5）
- 新キッズ・ウォー※（2005.8〜9） 主演：大河内奈々子
- ママ!アイラブユー（2005.11〜2006.1） 主演：浅香唯
- 新キッズ・ウォー2※（2006.5〜7）
- みこん六姉妹（2006.10〜11） CBCテレビ50周年記念企画 主演：はしのえみ
- キッパリ!（2007.1〜4） 主演：奥山佳恵、的場浩司
- こどもの事情（2007.7〜8） 主演：田中律子、柳沢慎吾
- 熱血ニセ家族（2007.10〜12） 主演：須藤温子
- みこん六姉妹2（2008.3〜5） 主演：はしのえみ
- ママの神様（2008.5〜6） 主演：青田典子
- キッパリ!!（2008.9〜10） 主演：奥山佳恵、的場浩司（第2シリーズ）（『ひるドラ』枠の第1弾の作品）
- パンダが町にやってくる（2008.11〜12） 主演：村上知子、野久保直樹
- オーバー30（2009.1〜2[3]）主演：島崎和歌子
- おちゃべり（2009.3） 主演：星野真里

## 放映ネット局
| 放送対象地域   | 放送局                    | 系列    | ネット形態         | 備考                      |
| -------------- | ------------------------- | ------- | ------------------ | ------------------------- |
| 近畿広域圏     | 毎日放送（MBS）           | TBS系列 | 制作局か同時ネット | 交互制作局                |
| 中京広域圏     | 中部日本放送（CBC）       | TBS系列 | 制作局か同時ネット | 交互制作局 現： CBCテレビ |
| 関東広域圏     | 東京放送（TBS）           | TBS系列 | 同時ネット         | 現：TBSテレビ             |
| 北海道         | 北海道放送（HBC）         | TBS系列 | 同時ネット         |                           |
| 青森県         | 青森テレビ（ATV）         | TBS系列 | 同時ネット         |                           |
| 岩手県         | IBC岩手放送（IBC）        | TBS系列 | 同時ネット         | 1995年6月までは岩手放送   |
| 宮城県         | 東北放送（TBC）           | TBS系列 | 同時ネット         |                           |
| 山形県         | テレビユー山形（TUY）     | TBS系列 | 同時ネット         |                           |
| 福島県         | テレビユー福島（TUF）     | TBS系列 | 同時ネット         |                           |
| 山梨県         | テレビ山梨（UTY）         | TBS系列 | 同時ネット         |                           |
| 新潟県         | 新潟放送（BSN）           | TBS系列 | 同時ネット         | [ 注 11 ]                 |
| 長野県         | 信越放送（SBC）           | TBS系列 | 同時ネット         |                           |
| 静岡県         | 静岡放送（SBS）           | TBS系列 | 同時ネット         |                           |
| 富山県         | チューリップテレビ（TUT） | TBS系列 | 同時ネット         |                           |
| 石川県         | 北陸放送（MRO）           | TBS系列 | 同時ネット         |                           |
| 鳥取県・島根県 | 山陰放送（BSS）           | TBS系列 | 同時ネット         |                           |
| 岡山県・香川県 | 山陽放送（RSK）           | TBS系列 | 同時ネット         | 現・RSK山陽放送           |
| 広島県         | 中国放送（RCC）           | TBS系列 | 同時ネット         |                           |
| 山口県         | テレビ山口（TYS）         | TBS系列 | 同時ネット         |                           |
| 愛媛県         | あいテレビ（ITV）         | TBS系列 | 同時ネット         | 1992年10月開局時から      |
| 高知県         | テレビ高知（KUTV）        | TBS系列 | 同時ネット         |                           |
| 福岡県         | RKB毎日放送（RKB）        | TBS系列 | 同時ネット         | [ 注 13 ]                 |
| 長崎県         | 長崎放送（NBC）           | TBS系列 | 同時ネット         |                           |
| 大分県         | 大分放送（OBS）           | TBS系列 | 同時ネット         |                           |
| 熊本県         | 熊本放送（RKK）           | TBS系列 | 同時ネット         |                           |
| 宮崎県         | 宮崎放送（MRT）           | TBS系列 | 同時ネット         |                           |
| 鹿児島県       | 南日本放送（MBC）         | TBS系列 | 同時ネット         |                           |
| 沖縄県         | 琉球放送（RBC）           | TBS系列 | 同時ネット         |                           |